# Teorema de Erdős–Stone
En la teoría de grafos extremales, el teorema de Erdős–Stone es un resultado asintótico generalizando el teorema de Turán para limitar el número de vértices en un grafo {\displaystyle H}-libre por un grafo completo {\displaystyle H}. Debe su nombre a Paul Erdős y Arthur Stone, quienes lo probaron en 1946, y ha sido descrito como el “teorema fundamental de la teoría de grafos extremales”.

## Funciones extremales de los grafos de Turán
La función extremal {\displaystyle ex(n,H)} está definido para ser el número máximo de aristas de orden {\displaystyle n}, sin contener un subgrafo isomórfico a {\displaystyle H}. El teorema de Turán dice que {\displaystyle ex(n,K_{r})=t_{r-1}(n)}, el orden del grafo de Turán y que el grafo de Turán es el único grafo extremal. El teorema de Erdős–Stone extiende este a grafos que no contengan {\displaystyle K_{r}(t)}, el grafo complero {\displaystyle r}-partito con {\displaystyle t} vértices en cada clase (equivalentemente, el grafo de Turán {\displaystyle T(rt,r)}):
{\displaystyle {\mbox{ex}}(n;K_{r}(t))=\left({\frac {r-2}{r-1}}+o(1)\right){n \choose 2}.}

## Funciones extremales de grafos no-bipartitos arbitrarios
Si {\displaystyle H} es un grafo arbitrario cuyo número cromático {\displaystyle r>2<}, entonces {\displaystyle H} es contenido en {\displaystyle K_{r}(t)} cuando {\displaystyle t} es al menos igual de grande que la clase de color más grande en una {\displaystyle r}-coloración de {\displaystyle H}, pero no está contenida en el grafo de Turán {\displaystyle T(n,r-1)} (debido a que cada subgrafo de un grafo de Turán puede ser coloreado con {\displaystyle r-1} colores).
Resulta que todas las funciones extremales para {\displaystyle H} es al menos igual de grande que el número de vértices en {\displaystyle T(n,r-1)} y, al menos, igual a la función extremal para {\displaystyle K_{r}(t)}; esto es,
{\displaystyle {\mbox{ex}}(n;H)=\left({\frac {r-2}{r-1}}+o(1)\right){n \choose 2}.}
Para grafos bipartitos {\displaystyle H}, sin embargo, el teorema no da un límite apretado en la función extremal. Se conoce que, cuando {\displaystyle H} es bipartito, {\displaystyle ex(n,H)=o(n^{2})}, y para grafos bipartitos generales poco más se conoce. Un problema que estudia mucho las funciones extremales de los grafos bipartitos, es el problema de Zarankiewicz.

## Resultados cuantitativos
Muchas versiones del teorema han probado que más precisamente caracteriza la relación de {\displaystyle n}, {\displaystyle r}, {\displaystyle t} y el término {\displaystyle o(1)}. Define la notación {\displaystyle s_{r,\varepsilon }(n)} para {\displaystyle 0<\varepsilon <{\tfrac {1}{2(r-1)}}} para ser la {\displaystyle t} mayor de modo que cada grafo de orden {\displaystyle n} y tamaño
{\displaystyle \left({\frac {r-2}{2(r-1)}}+\varepsilon \right)n^{2}}
contenga a {\displaystyle K_{r}(t)}.
Erdős y Stone probaron que
{\displaystyle s_{r,\varepsilon }(n)\geq \left(\underbrace {\log \cdots \log } _{r-1}n\right)^{1/2}}
para un {\displaystyle n} suficientemente grande. El orden correcto de {\displaystyle s_{r,\varepsilon }(n)} en términos de {\displaystyle n} fue encontrada por Bollobás y Erdős: para cada {\displaystyle r} y {\displaystyle \varepsilon } dados; existen constantes {\displaystyle c_{1}(r,\varepsilon )} y {\displaystyle c_{2}(r,\varepsilon )} de forma que {\displaystyle c_{1}(r,\varepsilon )\ log\ n<s_{r,\varepsilon }(n)<c_{2}(r,\varepsilon )\ log\ n}. Chvátal y Szemerédi luego determinaron la naturaleza de {\displaystyle r} y {\displaystyle \varepsilon } hasta una constante
{\displaystyle {\frac {1}{500\log(1/\varepsilon )}}\log n<s_{r,\varepsilon }(n)<{\frac {5}{\log(1/\varepsilon )}}\log n}
para una {\displaystyle n} suficientemente grande.